# Nicklas Helenius
Nicklas Helenius (Svenstrup, Dinamarca, 8 de maig de 1991) és un futbolista danès. És davanter i el seu equip actual és l'Aarhus GF de la Superlliga danesa.

## Trajectòria

### Aalborg BK
Quan tenia tretze anys, Helenius va ingressar a l'equip juvenil de l'Aalborg BK. Va signar el primer contracte quan era part de l'equip sub-19. Després d'una bona temporada amb els juvenils, va debutar professionalment amb la samarreta de l'AaB el 16 de maig de 2010 contra l'HB Køge. El 10 de setembre de 2010, Helenius anotà el seu primer gol a la Superlliga danesa contra l'AC Horsens.
Després de la temporada 2012-13, Helenius va ser distingit per la UEFA com el millor jugador de la Superlliga.

### Aston Villa
El 18 de juny de 2013 va fitxar amb l'Aston Villa per tres temporades per una suma de 1,2 milions de lliures. El seu primer partit a la Premier League va ser contra el Liverpool FC el 24 d'agost de 2013. Va marcar el seu primer gol a Anglaterra a la FA Cup contra el Sheffield United el 4 de gener de al 2014.
Al setembre de 2013, Helenius va guanyar notorietat després que ell es posés els pantalons abaixats pel defensa Jan Vertonghen del Tottenham Hotspur FC, i es va revelar que vestia slips blancs ajustats.

## Clubs
| Club                         | País       | Any         | Partits | Gols |
| Aalborg Boldspilklub         | Dinamarca  | 2010 - 2013 | 95      | 34   |
| Aston Villa                  | Anglaterra | 2013 - 2015 | 6       | 1    |
| Aalborg Boldspilklub (cedit) | Dinamarca  | 2014 - 2015 |         |      |
| Aalborg Boldspilklub         | Dinamarca  | 2015 - 2017 |         |      |
| SC Paderborn 07 (cedit)      | Alemanya   | 2016        |         |      |
| Silkeborg IF (cedit)         | Dinamarca  | 2016 - 2017 |         |      |
| Odense BK                    | Dinamarca  | 2017 - 2019 |         |      |
| Aarhus GF                    | Dinamarca  | 2019 -      |         |      |